# Камден (аэропорт)
Муниципальный аэропорт Ка́мден (англ. Camden Municipal Airport), (FAA LID: 61A) — государственный гражданский аэропорт, расположенный в шести километрах к юго-западу от центральной части города Камден (Алабама, США).

## Операционная деятельность
Муниципальный аэропорт Камден занимает площадь в 31 гектар, расположен на высоте 44 метра над уровнем моря и эксплуатирует одну взлётно-посадочную полосу:
- 18/36 размерами 1312 x 24 метров с асфальтовым покрытием.

За период с 2 сентября 2008 года по 2 сентября 2009 года муниципальный аэропорт Камден обработал 3248 операций взлётов и посадок самолётов (в среднем 270 операций ежемесячно), все рейсы в указанном периоде составила авиация общего назначения.